# Linung Bulen I
Linung Bulen I is een bestuurslaag in het regentschap Aceh Tengah van de provincie Atjeh, Indonesië. Linung Bulen I telt 573 inwoners (volkstelling 2010).